# A Single Man (film)
Pour les articles homonymes, voir A Single Man.
Pour plus de détails, voir Fiche technique et Distribution.
A Single Man ou Un homme au singulier au Québec est un film dramatique américain coécrit, produit et réalisé par Tom Ford, sorti en 2009. Il s’agit de l’adaptation du roman britannique du même titre de Christopher Isherwood, publié en 1964.
Le film brosse le portrait de George Falconer, un professeur d'université homosexuel vivant à Los Angeles dans les années 1960. Son compagnon meurt dans un accident de voiture. Huit mois plus tard, « se réveiller chaque matin est une douleur » pour George qui perd le goût de vivre, malgré le réconfort apporté par sa vieille amie Charley, elle aussi rongée par la solitude. Témoin de cette dérive, un jeune étudiant, nommé Kenny, se rapproche de lui. Le film se ressent de l'univers de  design qui est celui du créateur de mode.

## Synopsis
Le film prend place le 30 novembre 1962, un mois après la crise des missiles de Cuba. George Falconer, un professeur de littérature britannique dans la fleur de l'âge qui enseigne dans une université de Los Angeles, vit seul car son partenaire Jim est décédé dans un accident de voiture huit mois auparavant, après seize ans de vie commune. Après la mort de son amant, George le voit souvent en rêve et est en pleine dépression, en partie car il garde son homosexualité secrète.
Ce matin-là, George se réveille et se prépare comme à son habitude. À travers ses souvenirs, il décrit l'excitation et la désillusion qu'il a connues en apprenant la mort de son partenaire. C'est l'oncle de Jim qui lui avait tout raconté sur l'incident et qui lui avait appris que les parents de Jim ne voulaient pas qu'on lui annonce la mort de son partenaire et qu'il n'avait pas été autorisé à assister aux funérailles, n'étant pas considéré comme un membre de la famille proche.
George a pour projet de se suicider ce jour-là. Il reçoit un appel téléphonique de Charlotte, une amie qui lui est chère, qui lui apporte un peu de baume au cœur malgré sa propre misère émotionnelle. George vit sa journée en rangeant ses affaires et en se concentrant sur la beauté des petites choses, pensant les voir pour la dernière fois, tout en se rappelant quelques fois sa relation de seize ans avec Jim. Dans ses conférences, il parle de la discrimination contre les minorités basée principalement sur la peur. Il range le bureau où il est assigné à l'université et regarde son lieu de travail pour la dernière fois. Pendant cette journée, George entre en contact avec Kenny Potter, l'un de ses élèves, qui s'intéresse à son professeur, ne prêtant pas attention aux limites conventionnelles entre les étudiants et leur professeur, et qui l'invite à aller prendre un café avec lui, invitation que George refuse.
George a une discussion inattendue avec Carlos, un prostitué espagnol. En rentrant chez lui, George décide enfin de mettre fin à ses jours. Ne voulant laisser aucune trace, il teste différentes façons de se tuer à l'aide de son pistolet. Sa tentative de suicide est interrompue par un appel de Charlotte, qui l'invite à venir manger chez lui. George accepte et s'y rend. Ils mangent, dansent, fument et boivent. Ivres, ils partagent leurs souffrances. Charlotte dit que sa fille unique grandit et qu'elle ne supporte pas son rôle de femme au foyer divorcée. Elle aime George et lui avoue qu'elle considère que sa relation avec Jim n'était qu'un substitut. Il lui répond alors que ce qu'elle dit n'est que le résultat de la jalousie qu'elle ressent depuis toutes ces années. George est énervé par le désir de Charlotte d'une relation plus profonde avec lui et par son incapacité à comprendre sa relation avec Jim.
George se rend dans un bar où il rencontre à nouveau Kenny, qui l'a suivi. Autour de quelques verres, George se remémore ses anciens souvenirs. Ils parlent du vieillissement et de la mort, du sens de la vie et de ses conséquences. Ils en concluent que vivre au jour le jour est une chose nécessaire. Ils décident alors d'aller prendre un bain de minuit en pleine mer. Ils rentrent ensuite chez George. Ivres, ils décident d'aller se coucher ensemble. George, se réveillant plus tard dans la nuit, découvre Kenny allongé sur le canapé. D'abord étonné, il voit ensuite qu'il tient avec lui le pistolet de George, qu'il a délibérément caché pour empêcher son professeur de se suicider. Pour la première fois depuis la mort de son partenaire, George retrouve courage et satisfaction. Il enferme le pistolet et brûle ses lettres de suicide. Quand il veut se rendormir, il ressent soudain une vive douleur dans la poitrine et tombe au sol. Il meurt d'une attaque cardiaque, imaginant Jim, au-dessus de lui, l'embrassant.

## Fiche Technique
Sauf indication contraire, les informations mentionnées dans cette section peuvent être confirmées par la base de données cinématographiques IMDb,  présente dans la section « Liens externes ».
- Titres original et français : A Single Man
- Titre québécois : Un homme au singulier
- Réalisation : Tom Ford
- Scénario : David Scearce et Tom Ford, d'après le roman homonyme de Christopher Isherwood (1964)
- Direction artistique : Dan Bishop
- Décors : Ian Phillips
- Costumes : Arianne Phillips
- Photographie : Eduard Grau
- Montage : Joan Sobel
- Musique : Abel Korzeniowski
- Production : Tom Ford
- Société de production : Fade to Black
- Société de distribution : Mars Distribution
- Budget : 7 000 000 de dollars[1]
- Pays d’origine :  États-Unis
- Langues originales : anglais, espagnol
- Format : couleur / noir et blanc
- Genre : drame
- Durée : 100 minutes
- Dates de sortie :
  - Italie : 11 septembre 2009 (Mostra de Venise)
  - États-Unis : 11 décembre 2009
  - France, Suisse romande : 24 février 2010
  - Belgique : 3 mars 2010

## Distribution

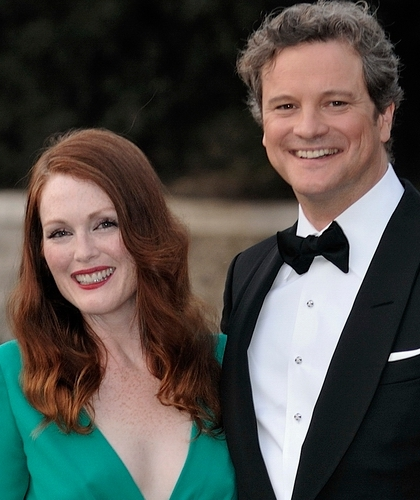
Les acteurs Colin Firth et Julianne Moore pour la présentation du film à la Mostra de Venise 2009

- Colin Firth (VF : Guillaume Lebon ; VQ : Jean-Luc Montminy) : George Falconer
- Matthew Goode (VF : Alexis Victor ; VQ : Frédéric Paquet) : Jim, le compagnon de George qui meurt dans un accident de voiture
- Julianne Moore (VF : Rafaèle Moutier ; VQ : Marie-Andrée Corneille) : Charlotte, dite Charley, l'amie de George
- Nicholas Hoult (VF : Donald Reignoux ; VQ : Éric Paulhus) : Kenny Potter, un étudiant
- Ginnifer Goodwin (VF : Marie-Eugénie Maréchal) : Mme Strunk, la voisine de George
- Teddy Sears : Mr Strunk, le voisin de George
- Ryan Simpkins (VF : Lisa Caruso) : Jennifer Strunk, la fille des Strunk
- Lee Pace : Grant Lefanu, un professeur d'université, ami de George
- Jon Kortajarena (VF : Emmanuel Garijo) : Carlos, un jeune Espagnol croisé par George
- Aline Weber : Loïs, l'amie blonde de Kenny Potter
- Paulette Lamori : Alva, la femme de ménage
- Jon Hamm : la voix de Hank Ackerley, le cousin de Jim qui annonce sa mort à George au téléphone (non crédité)

Source et légende : Version française (VF) selon le carton du doublage français sur le DVD zone 2.

## Production
Le tournage a lieu en vingt-et-un jours, entièrement financé par le réalisateur selon le Making of the single man sur le DVD.

## Distinctions

### Récompenses
- Mostra de Venise 2009 : Coupe Volpi de la meilleure interprétation masculine pour Colin Firth + Queer Lion
- Union de la critique de cinéma (UCC) : Grand Prix
- BAFTA Awards 2010 : Meilleur acteur pour Colin Firth

### Nominations
- Oscar du meilleur acteur pour Colin Firth
- Golden Globe du meilleur acteur dans un film dramatique pour Colin Firth